# Croton yunnanensis
Espèce
Classification APG III (2009)
Croton yunnanensis est une espèce de plantes à fleurs du genre Croton et de la famille des Euphorbiaceae, présente en Chine dans le sud-ouest du Sichuan et l'ouest du Yunnan.

## Synonymes
- Croton duclouxii Gagnep.
- Croton yunnanensis var. megadontus W.T.Wang